# 伊勢多恵美
伊勢 多恵美（いせ たけみ、1963年12月22日 - ）は、日本の元競泳選手。東京都出身。近畿大学卒。1984年ロサンゼルスオリンピック日本代表。バタフライ・個人メドレーの元日本記録保持者。

## 経歴
近畿大学附属中高校・近畿大学出身。現役時代はイトマンスイミングスクールに所属していた。
1980年の高校総体で200m個人メドレー・400mメドレーリレーの2冠を達成した。1981年の日本選手権では100mバタフライ・200mバタフライ・200m個人メドレーで優勝し、3冠を果たした。
翌1982年世界水泳選手権では100mバタフライ・200mバタフライともに5位入賞を果たし、同年のアジア競技大会では100mバタフライと400mメドレーリレーで2冠、200mバタフライでは2位に入り、3つのメダルを獲得した。
1984年ロサンゼルスオリンピックの日本代表に選出され、100mバタフライで14位という結果を残した。

## 主な実績
- 1980年　インターハイ　200m個人メドレー優勝　400mメドレーリレー優勝
- 1981年　日本選手権　100mバタフライ優勝　200mバタフライ優勝　200m個人メドレー優勝
- 1982年　世界選手権　100mバタフライ5位　200mバタフライ5位　200m個人メドレー19位
- 1982年　インカレ　100mバタフライ優勝[9]　200mバタフライ優勝[10]　400mメドレーリレー優勝[11]
- 1982年　アジア大会　100mバタフライ優勝　200mバタフライ2位　400mメドレーリレー優勝
- 1983年　インカレ　100mバタフライ優勝　200mバタフライ優勝
- 1984年　ロサンゼルスオリンピック　100mバタフライ14位

## 日本記録更新履歴
100mバタフライ長水路日本記録
| 記録      | 樹立日        | 大会       | 場所                     | 脚注                                     |
| --------- | ------------- | ---------- | ------------------------ | ---------------------------------------- |
| 1分02秒50 | 1980年4月5日  | 室内選手権 | 東京体育館屋内プール     | 久米直子の記録を更新                     |
| 1分00秒97 | 1980年6月21日 | 関西選手権 | 大阪                     | 久米直子の記録を更新                     |
| 1分00秒89 | 1981年8月30日 | 国際招待   | 代々木オリンピックプール | 91年、司東利恵に更新されるまで10年間維持 |

200m個人メドレー長水路日本記録
| 記録      | 樹立日        | 大会                         | 場所                     | 脚注                                  |
| --------- | ------------- | ---------------------------- | ------------------------ | ------------------------------------- |
| 2分23秒46 | 1980年6月22日 | 関西選手権                   | 大阪                     | 大崎芳栄の記録を更新                  |
| 2分22秒47 | 1980年8月31日 | 第56回日本選手権水泳競技大会 | 代々木オリンピックプール |                                       |
| 2分22秒40 | 1981年8月4日  | 第57回日本選手権水泳競技大会 | 代々木オリンピックプール | 86年、関戸直美に破られるまで5年間維持 |